# Epicauta obesa
Epicauta obesa är en skalbaggsart som först beskrevs av Louis Alexandre Auguste Chevrolat 1835.  Epicauta obesa ingår i släktet Epicauta och familjen oljebaggar. Inga underarter finns listade i Catalogue of Life.